# خولیو ماریو سانتو دومینگو
خولیو ماریو سانتو دومینگو (انگلیسی: Julio Mario Santo Domingo; ۱۶ اکتبر ۱۹۲۳ – ۷ اکتبر ۲۰۱۱) کارآفرین، نیکوکار، سرمایه‌دار و دیپلمات اهل کلمبیا بود.